# 헤이키 린드로스

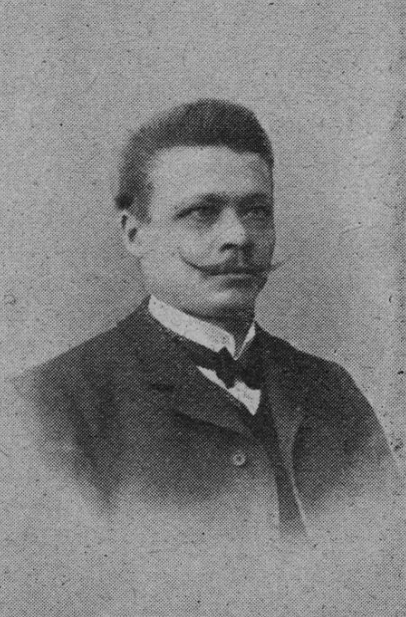

헨리크 빅토르 "헤이키" 린드로스(핀란드어: Henrik Viktor "Heikki" Lindroos: 1865년 5월 31일-1915년 4월 16일)는 핀란드의 정치인이다. 핀란드 사회민주당 소속으로 1907년-1908년의 초대 의회 의원으로 활동했다. 1904년-1905년에는 신분제 국회의 시민부 의원을 지냈다.
톱장이 요한 구스타프 린드로스와 그 처 마리아 스티나 헤이킨튀태레의 아들로 태어나 1873년에서 1903년 사이에 탐페레에서 아마붓 공장 노동자로 일했다. 1903년-1906년 탐페레 노동자협회에서 상근자로 일했다. 이후 헬싱키에서 소매협동조합 SOK에서 중역으로 활동했다.
지역정치 측면에서는 탐페레 시참사회에서 활동했다.
1899년 빌헬미나 마틸다 발레니욱센과 결혼했다.